# Веловізок
Веловізо́к (піввелосипед) — це одноколісний, або іноді двоколісний велосипедний причіп, призначений для перевезення одного або декількох дітей в положеннях, які близько нагадують велосипедиста. Його можна охарактеризувати як «задня половина велосипеда», тому як колесо(а) в нього розташоване(і) тільки в задній частині, передня же частина кріпиться до ведучого велосипеда. Пасажир, що сидить на веловізку, як правило, має сидіння і педалі, також у багатьох конструкціях передбачено псевдокермо, за яке зручно триматися. Також, деякі моделі можуть складатися для більш компактного зберігання.

## Історія
Веловізок був запатентований канадським підприємцем Делбертом Адамсом. Адамс почав виготовлення велосипедного причепа, «Trail-a-Bike», і почав продавати їх на початку 1990-х років, хоча та ж концепція була придумана раніше, принаймні, ще в 1930-х роках Ранном Трейлером.

## Конфігурація
Веловізки бувають різних конфігурацій. Вони включають в себе вертикальне розташування сидіння і розташування сидіння лежачи, як з «Weehoo iGo». Веловізки були доступні в одномісній конфігурації і так само в двомісній, сидіння розташовувалися один за одним. Вони могли мати один привід і більше. Гальма на них були присутні рідко.

## Приєднання
Причіп кріпиться до велосипеда на підсідельну трубу або на спеціальні задні стійки, що дозволяє повертати. Крім того механізм може обертатися за допомогою підсідельної труби, яка служить опорою. Дані приєднання можуть швидко розбиратися для від'єднання причепа.

## Варіації
За допомогою «Trail-Gator» фаркопа можна зробити веловізок зі звичайного велосипеда.

## Галерея

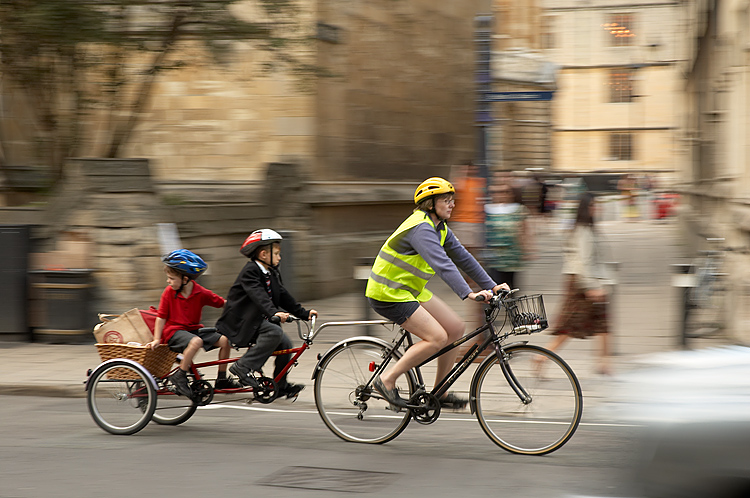
Дорослий на велосипеді і двоє дітей на двоколісному двомісному веловізку
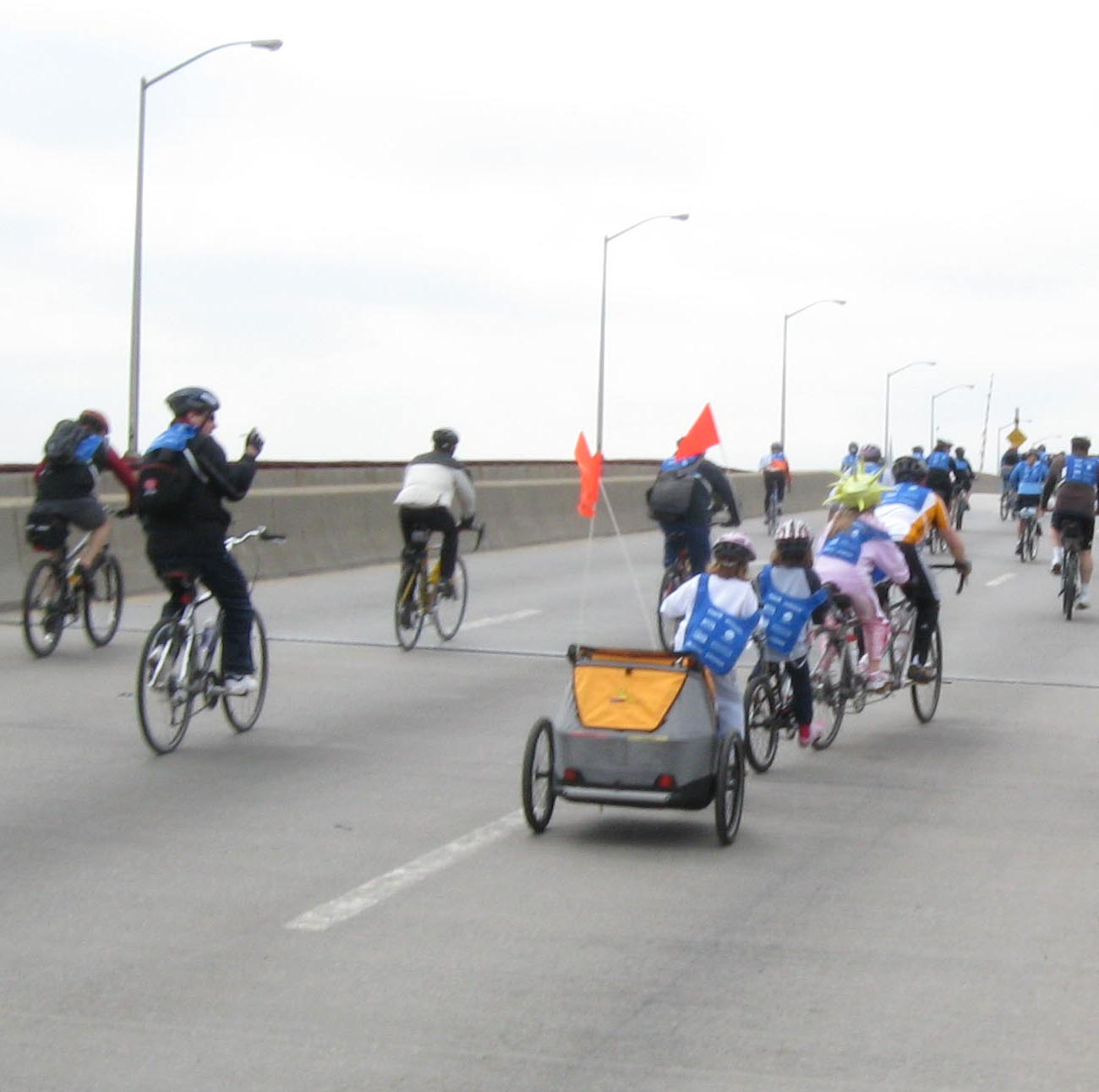
Двомісний велосипед + двомісний веловізок + вантажний причіп
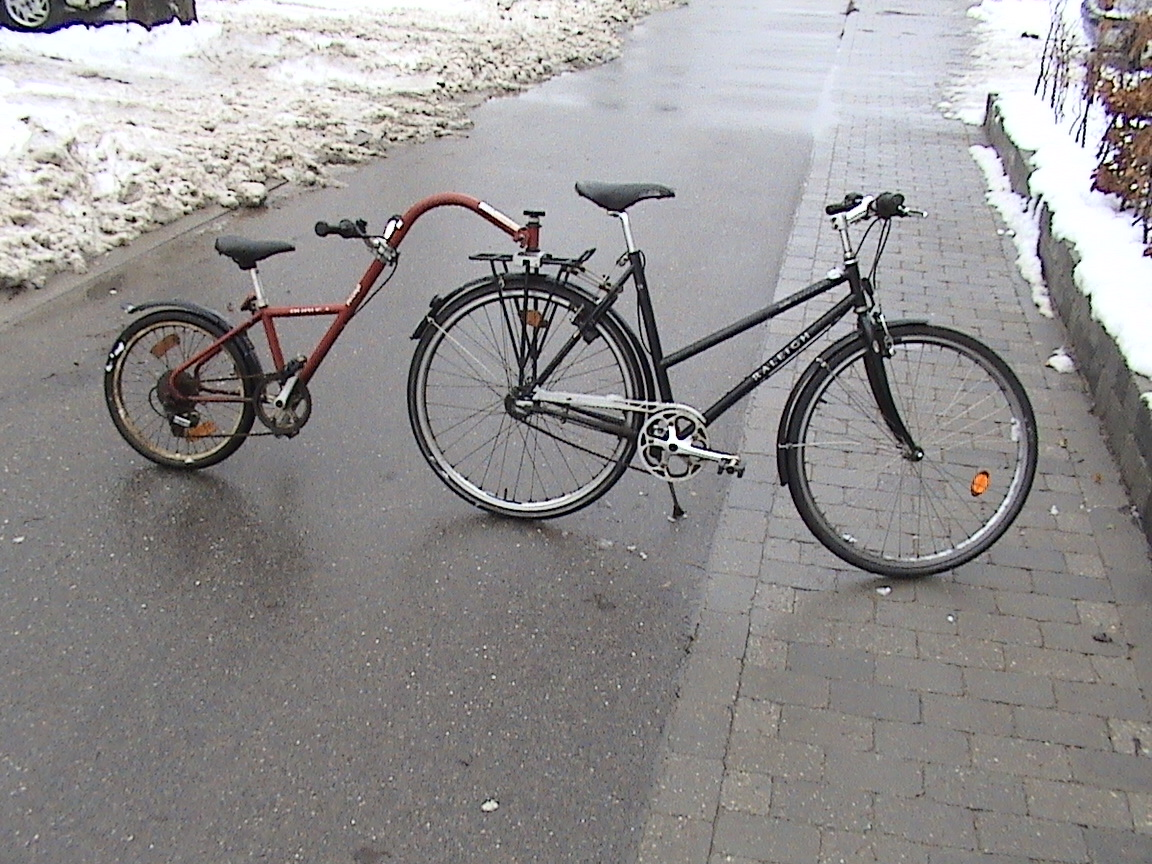
Альтернативне кріплення веловізка
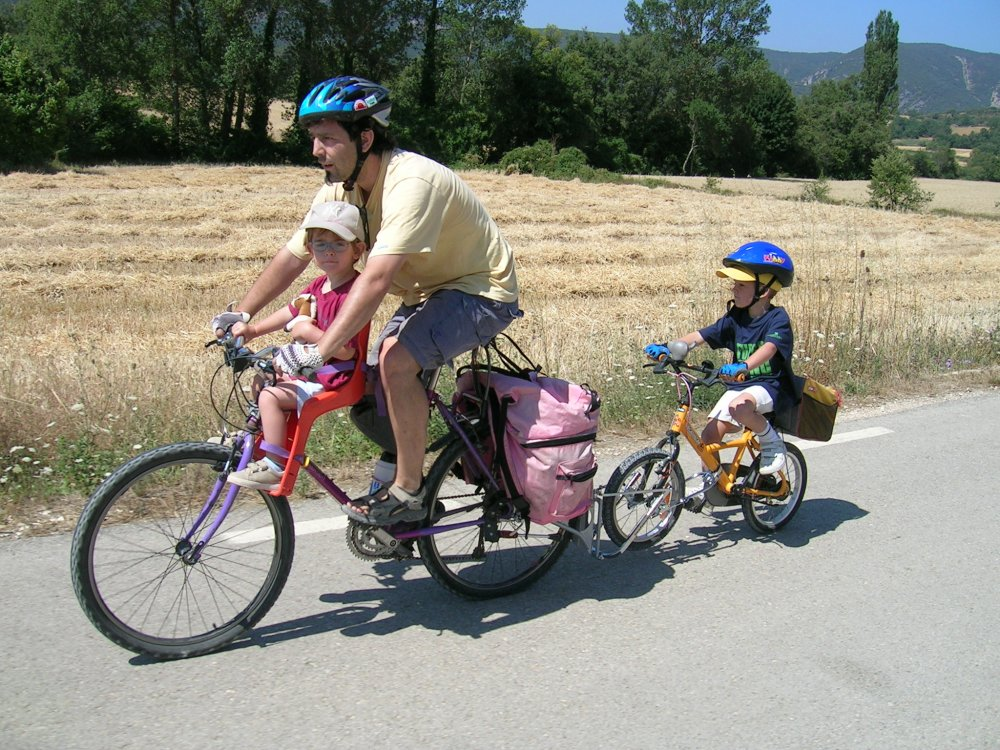
Кріплення для звичайного дитячого велосипеда, який стає напівпричепом
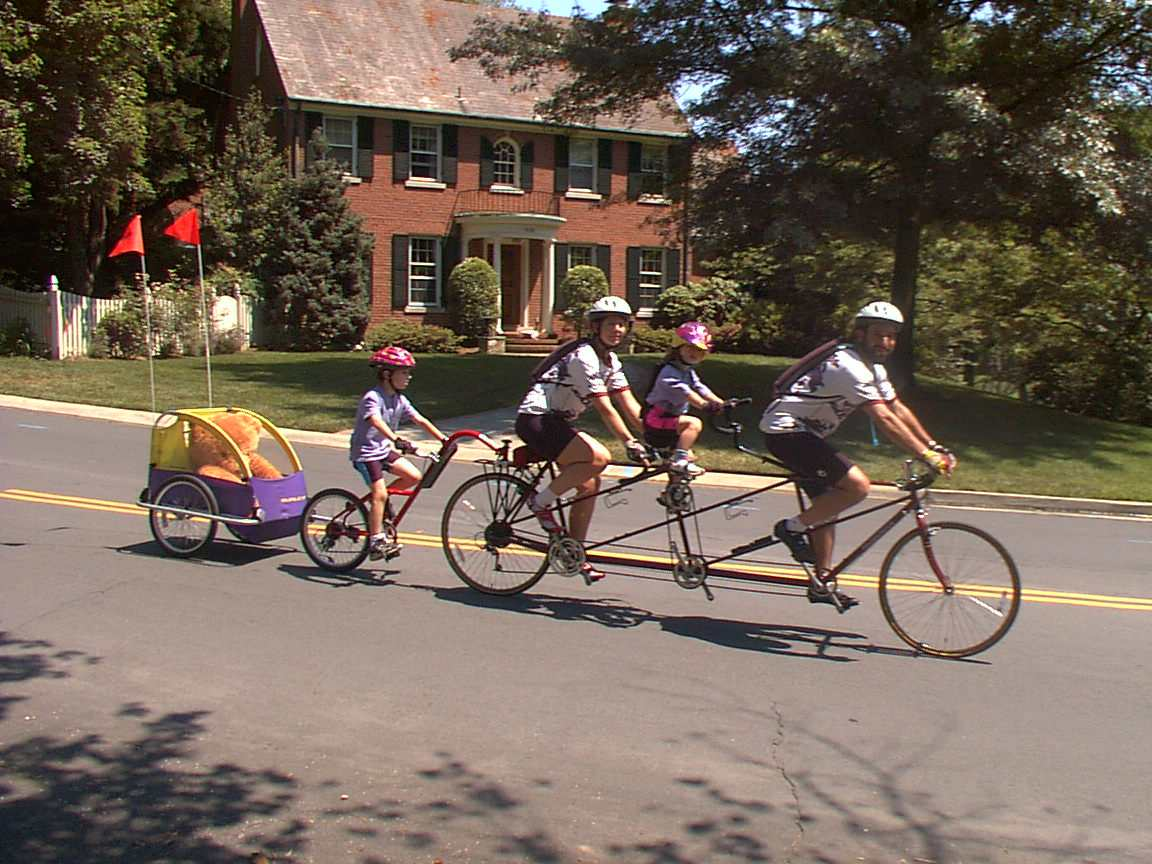
Потрійний тандем
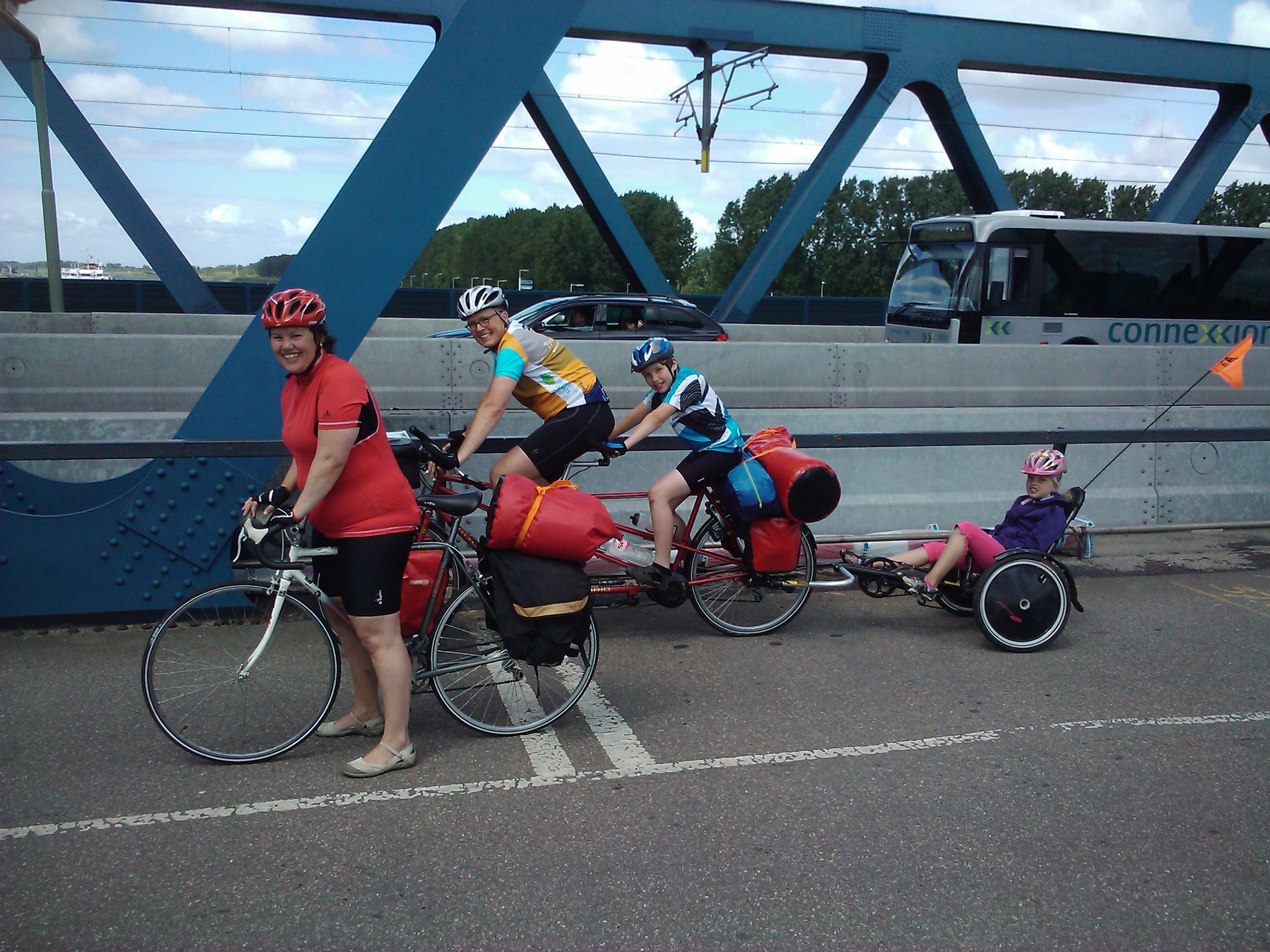
Лежачий веловізок приєднаний до задньої частини тандему